# بطولة تونس لألعاب القوى 1960
بطولة تونس لألعاب القوى 1960 هو الدورة 5 من بطولة تونس لألعاب القوى.

فاز بهذا الموسم الشرقية.

## روابط خارجية
- الموقع الرسمي للجامعة التونسية لألعاب القوى.